# ارکیده عنکبوتی کانبرا
ارکیده عنکبوتی کانبرا (نام علمی: Caladenia actensis) نام یک گونه از سرده ارکیده‌های عنکبوتی است.